# Edmund Tarbell
Edmund Tarbell (ur. 26 kwietnia 1862 w Groton, Massachusetts, USA, zm. 1 sierpnia 1938 w New Castle, New Hampshire, USA) – amerykański malarz, przedstawiciel impresjonizmu. Członek założyciel ugrupowania Ten American Painters, członek American Academy of Arts and Sciences.

## Życiorys
Urodzony w 1862 w Groton Tarbell spędził większość swoich młodzieńczych lat w Dorchester. Pierwsze nauki pobierał w Massachusetts Normal Art School pod okiem George’a Bartletta. W latach 1877–1880 uczył się zawodu w Forbes Lithographic Company w Bostonie. W 1879 rozpoczął naukę w School of the Museum of Fine Arts pod kierunkiem Otto Grundmanna. Po ukończeniu studiów w 1883 wyjechał wraz z kilkoma kolegami do Paryża, gdzie studiował w prestiżowej Académie Julian pod kierunkiem Lefebvre’a i Boulangera. W czasie studiów zgłębiał sztukę dawnych mistrzów oraz podróżował do Londynu, Brukseli, Antwerpii, Kolonii, Monachium i Wenecji.

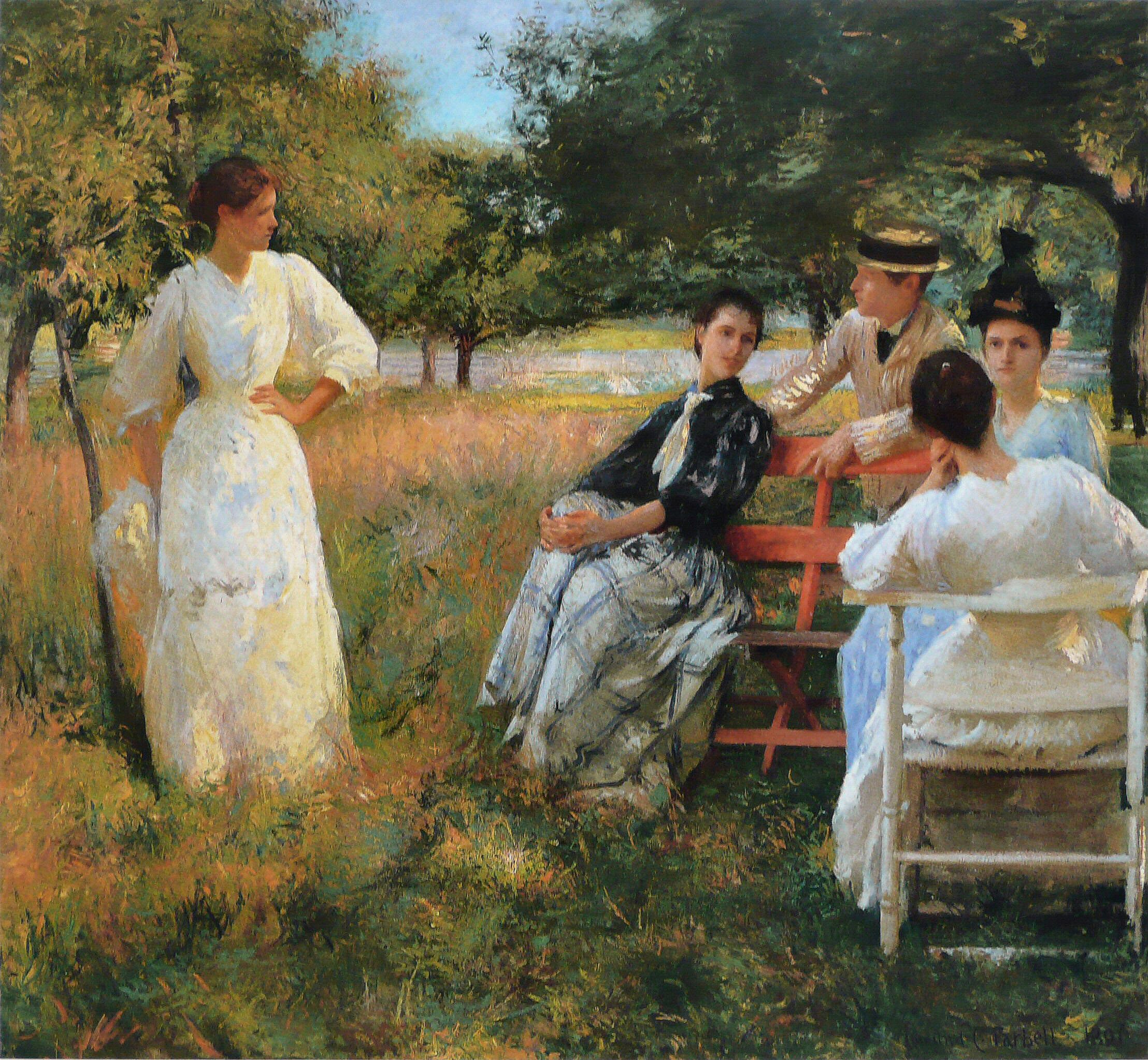
W sadzie, 1891, Smithsonian American Art Museum and the Renwick Gallery

W 1888 Tarbell powrócił do Stanów Zjednoczonych. 7 listopada tego samego roku ożenił się z Emeline Arnold Souther, która stała się jego romantyczną inspiracją do portretów i scen rodzajowych. W 1889 został wykładowcą w School of the Museum of Fine Arts. W 1891 wystawił swoje prace z przyjacielem Frankiem Westonem Bensonem w St. Botolph Club w Bostonie. W tym samym roku namalował obraz W sadzie, który ugruntował jego reputację wybitnego artysty, specjalizującego się zwłaszcza w impresjonistycznych, plenerowych scenach z postaciami. W 1898 Tarbell stał się jednym z członków założycieli Ten American Painters, grupy amerykańskich malarzy, którym przypisuje się wprowadzenie impresjonizmu do Ameryki.
W 1899 Tarbell rozpoczął malowanie obrazów mających za temat świetliste wnętrza, przypominające stylem prace Edgara Degasa. W serii scen przedstawiających kobiety podczas pisania, czytania lub gry na instrumencie muzycznym uwidocznił się wpływ Jana Vermeera, którego twórczość Tardell starannie studiował. Przykładowym obrazem z tego okresu jest Dziewczyna w trakcie czytania z 1909.
W 1914 Tarbell założył razem z innymi artystami The Guild of Boston Artists; został pierwszym prezesem tego stowarzyszenia (do 1924)
W 1918 został dyrektorem Corcoran School of Art w Washingtonie.
W 1926 przeszedł na emeryturę i przeniósł się do swego domu letniskowego w New Castle, w którym mieszkał aż do śmierci.
W 1927 został członkiem American Academy of Arts and Sciences.

## Twórczość
Edmund Tarbell eksperymentował z różnymi formami malarstwa plenerowego. Obdarzony nieprzeciętnym talentem, inspirował się siedemnastowiecznym malarstwem holenderskim, szczególnie sztuką Vermeera. Jako modele służyły mu żona i czworo dzieci. Specjalizował się w delikatnie wykończonych, perłowych wnętrzach. Znaczną część swojej kariery poświęcił na malowanie obrazów przedstawiających młode kobiety wykonujące domowe czynności, takie jak szycie lub czytanie, w elegancko urządzonych pokojach wypełnionych antykami lub przedmiotami orientalnymi.
Był również wziętym portrecistą; otrzymał zamówienia na sporządzenie portretów tak dystyngowanych osobistości jak prezydenci Woodrow Wilson i Herbert Hoover.
Edmund Tarbell zdobył liczne nagrody i medale, m.in. Gold Medal Pennsylvania Academy of the Fine Arts w latach 1895 i 1911 za udział w wystawach organizowanych przez tę akademię w latach 1892–1913 i 1920–1938.

### Portrety kobiet

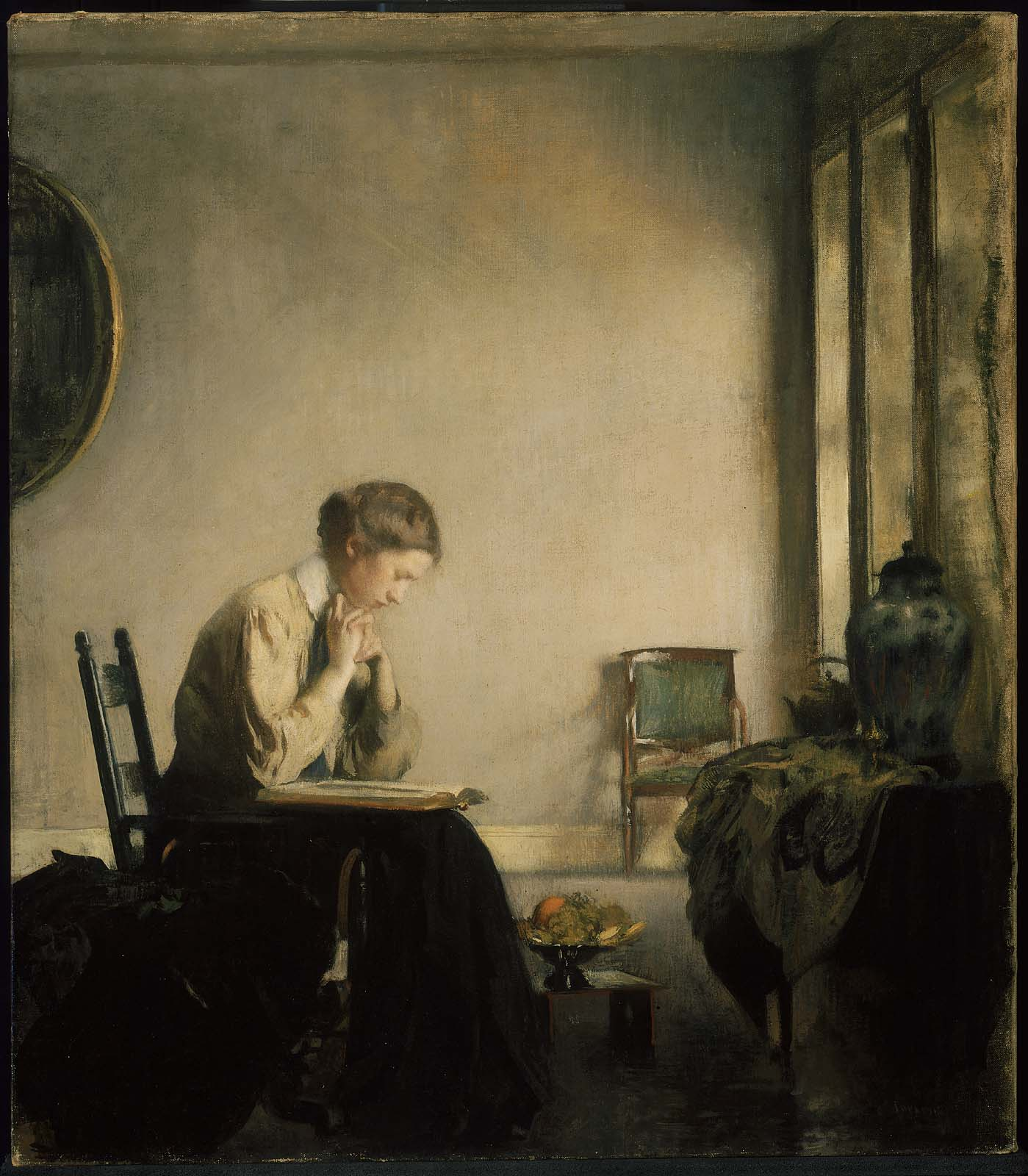
Dziewczyna w trakcie czytania, 1909, Palmer Museum of Art przy Pennsylvania State University
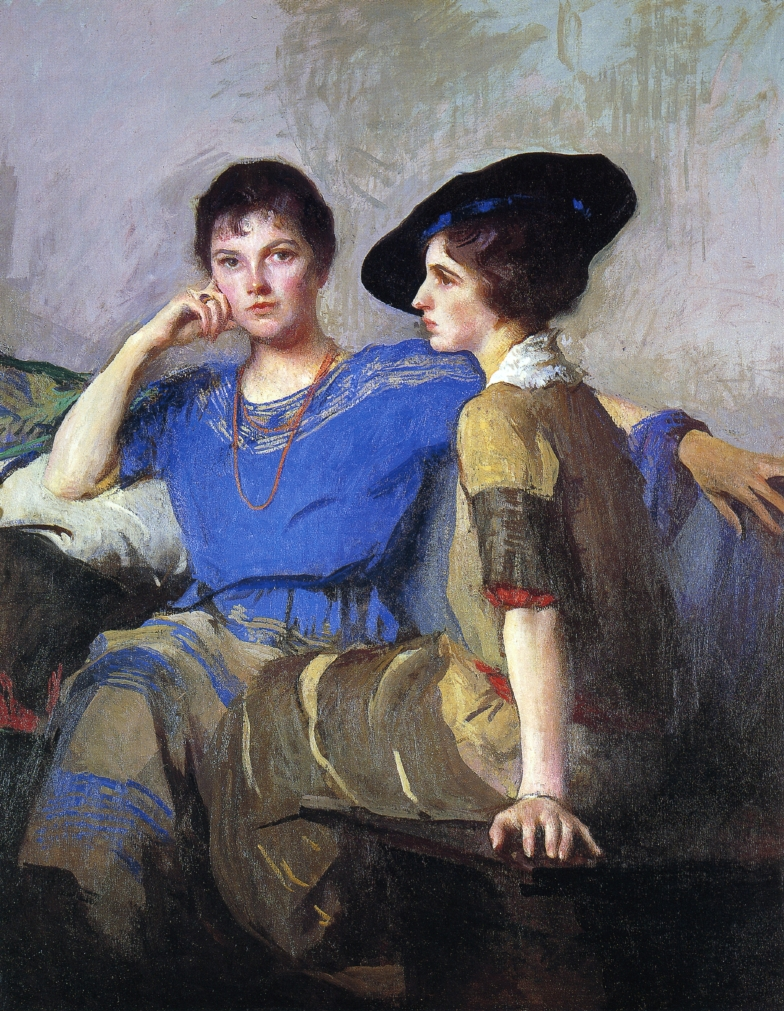
Siostry, 1921, Gibbes Museum of Art
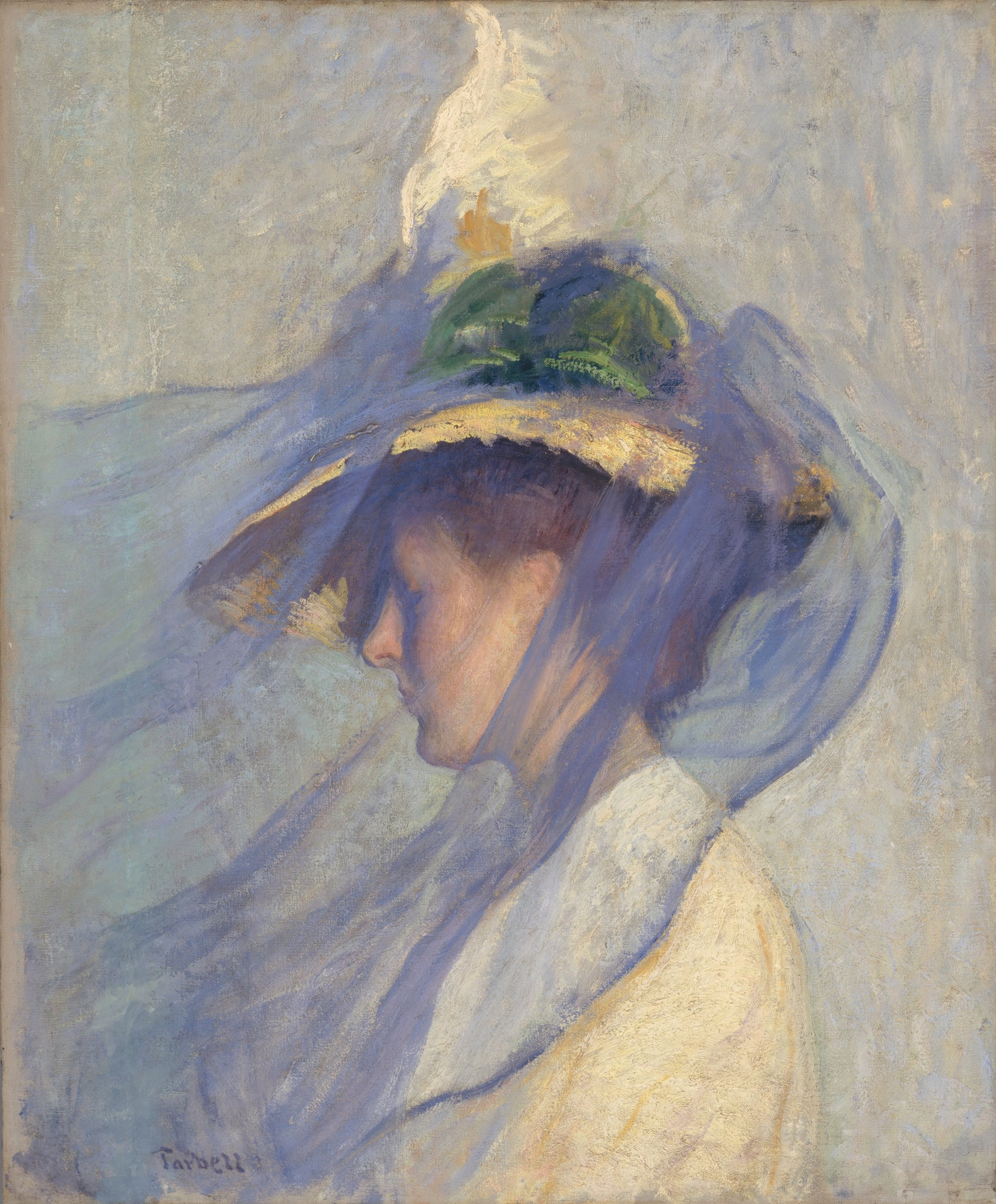
Błękitny welon, ok. 1907
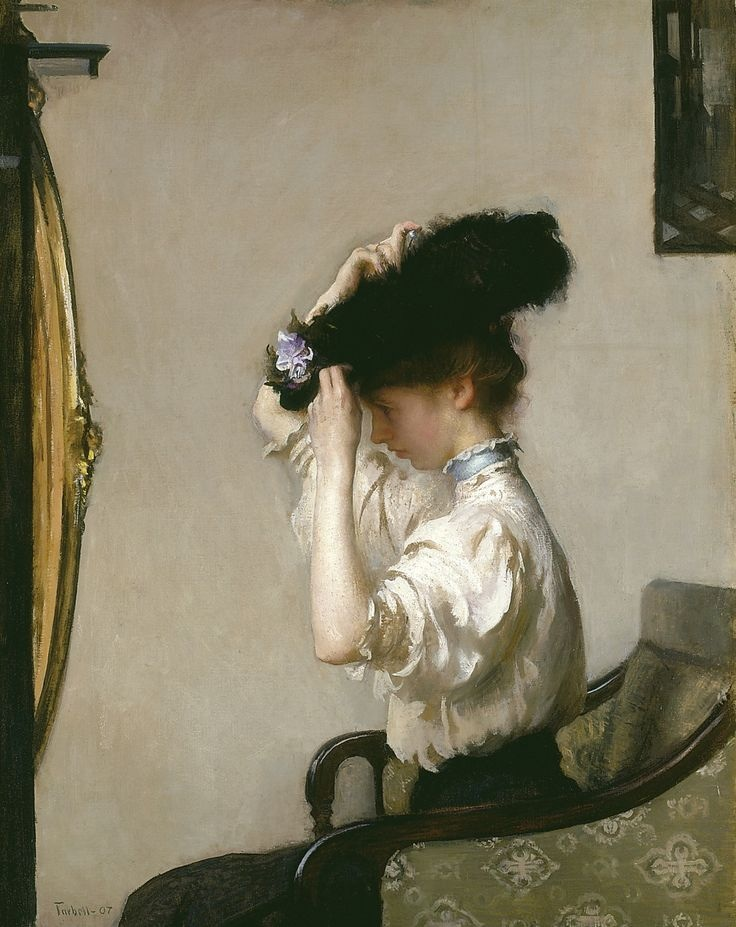
Przygotowania do popołudniowego seansu, 1907, Indianapolis Museum of Art
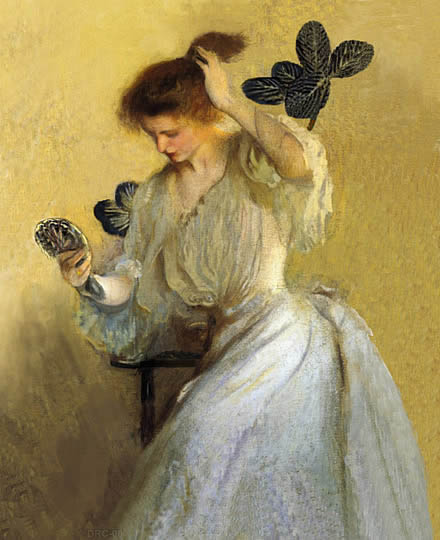
Obra, ok. 1910

## Zbiory
Obrazy Edmunda Tarbella znajdują się m.in. w: Arkell Museum, Cleveland Museum of Art, Crocker Art Museum, Dallas Museum of Art, Fine Arts Museums of San Francisco, Harvard Art Museums, Indianapolis Museum of Art, Los Angeles County Museum of Art, Metropolitan Museum of Art, Museum of Fine Arts w Bostonie, National Gallery of Art, Smithsonian American Art Museum and the Renwick Gallery, Huntington Library i Worcester Art Museum. Jeden z obrazów artysty znajduje się w Białym Domu.